# 夏家寺水库
夏家寺水库位于中国湖北省武汉市黄陂区，是以灌溉、防洪为主，兼顾旅游、养殖、发电等功能的大（二）型水库。因位于木兰山东侧木兰乡境内，又称为木兰湖。
2007年经水利部批准为第七批国家水利风景区。